# Alethe
Alethe is een geslacht van vogels (sinds 2014) in de familie van de  Muscicapidae (Vliegenvangers). De wetenschappelijke naam van het geslacht is voor het eerst geldig gepubliceerd in 1859 door Cassin.

## Soorten
De volgende soorten zijn bij het geslacht ingedeeld:
- Alethe castanea – Vuurkuifalethe
- Alethe diademata – Diadeemalethe